# Milam
Milam is een plaats (census-designated place) in de Amerikaanse staat Texas, en valt bestuurlijk gezien onder Sabine County.

## Demografie
Bij de volkstelling in 2000 werd het aantal inwoners vastgesteld op 1329.

## Geografie
Volgens het United States Census Bureau beslaat de plaats een oppervlakte van
86,5 km², waarvan 85,0 km² land en 1,5 km² water. Milam ligt op ongeveer 95 m boven zeeniveau.

## Plaatsen in de nabije omgeving
De onderstaande figuur toont nabijgelegen plaatsen in een straal van 32 km rond Milam.